# 학산초등학교 (충북)
학산초등학교는 대한민국 충청북도 영동군 학산면 서산리에 있는 공립 초등학교이다.

## 학교 연혁
- 1932년 5월 23일 학산공립보통학교 개교
- 1938년 4월 1일 학산공립심상소학교로 개칭
- 1941년 4월 1일 학산공립국민학교로 개칭
- 1991년 3월 1일 광평분교장 편입
- 1993년 2월 28일 광평분교장 통폐합
- 1995년 3월 1일 봉산분교장 편입
- 1996년 3월 1일 학산초등학교로 개칭
- 1999년 9월 1일 범화초등학교, 봉산분교장 통폐합
- 2016년 9월 1일 제28대 김종숙 교장 부임
- 2017년 2월 17일 제78회 졸업식 (총 5392명)

## 참고 자료
- 학산초등학교 - 한국교육학술정보원 학교알리미